# Greenwich (Connecticut)
Greenwich város Fairfield megyében, Connecticut államban, az Amerikai Egyesült Államokban.

## Történelme
1640. július 18-án Daniel Patrick és Robert Feake, a New Haven Kolónia nevében megvásárolta az Asamuck és a Potommuck patakok közötti földet az őslakos indiánoktól. Ez a terület Old Greenwich-ként ismeretes.
Egy ideig itt élt az iráni forradalom után elmenekülő Farah iráni császárné.